# Hemiberlesia pictor
Hemiberlesia pictor är en insektsart som först beskrevs av Williams 1971.  Hemiberlesia pictor ingår i släktet Hemiberlesia och familjen pansarsköldlöss. Inga underarter finns listade i Catalogue of Life.